# Třída Petropavlovsk
Třída Petropavlovsk, někdy označovaná jako třída Poltava, byla třída tří bitevních lodí typu predreadnought postavených pro ruské carské námořnictvo v 90. letech 19. století. Krátce po dokončení v letech 1899–1900 byly přiděleny k tichooceánskému loďstvu a před rusko-japonskou válkou v letech 1904–1905 kotvily v Port Arthuru. Všechny tři lodě se druhého dne války zúčastnily bitvy u Port Arthuru. Petropavlovsk se potopil dva měsíce od začátku války poté, co najel na jednu nebo více japonských min. Jeho dvě sesterské lodě, Sevastopol a Poltava, se v srpnu 1904 zúčastnily bitvy ve Žlutém moři a byly potopeny během závěrečných fází obléhání Port Arthuru počátkem roku 1905.
Poltava byla zachráněna poté, co Japonci obsadili Port Arthur a začlenili ji do japonského císařského námořnictva. V japonských službách byla přejmenována na Tango a koncem roku 1914 se účastnila bitvy o Čching-tao během první světové války. V roce 1916 byla prodána zpět Rusům a přejmenována na Česmu, protože její původní jméno už používala jiná bitevní loď. Česma se v roce 1917 stala vlajkovou lodí ruské arktické flotily a její posádka později ve stejný rok podpořila bolševiky. Česmu na začátku roku 1918 zajali Britové, když zasáhli do ruské občanské války. V roce 1924 byla sešrotována.

## Lodě
| Loď                           | Jméno podle             | Loděnice                       | Zahájení stavby | Spuštění na vodu  | Vstup do služby | Osud                                     |
| ----------------------------- | ----------------------- | ------------------------------ | --------------- | ----------------- | --------------- | ---------------------------------------- |
| Petropavlovsk (Петропавловск) | Obležení Petropavlovsku | Loděnice admirality, Petrohrad | 19. května 1892 | 9. listopadu 1894 | 1899            | Potopena najetím na minu, 13. dubna 1904 |
| Poltava (Полтава)             | Bitva u Poltavy         | Loděnice admirality, Petrohrad | 19. května 1892 | 6. listopadu 1894 | 1899            | sešrotována, 1924                        |
| Sevastopol (Севастополь)      | Bitva o Sevastopol      | Loděnice admirality, Petrohrad | 19. května 1892 | 1. června 1895    | 1900            | Potopena posádkou, 2. ledna 1905         |